# Anselmo Viola
Anselmo Viola Valentí (Torroella de Montgrí, provincia de Gerona, 1738 - Abadía de Montserrat, 1798) fue un compositor, sacerdote y pedagogo musical español. Ejerció como director de la escolanía de Montserrat y dio clases a diferentes músicos, entre ellos Fernando Sor.

## Obras
Su producción musical fue extensa, pero gran parte de su obra se ha perdido como consecuencia de la destrucción que se produjo en el Monasterio de Montserrat y su archivo en los años 1811 y 1812 con motivo de la Guerra de independencia española. Entre sus obras conservadas se pueden citar las siguientes:
- Concierto para bajón obligado, (1791).
- Misa Alma Redemptoris Mater .
- Magnificat a 7 voces.
- Tientos para órgano, incluyendo el Tiento partido de mano izquierda.
- Sonatas para clave.
- Estudios para fagot solo.